# Беш чинар
Беш чинар (на гръцки: Μπεχ Τσινάρ, Μπεχτσινάρι, от турски Пет чинара) е южен крайбрежен квартал на македонския град Солун, Гърция. Граничи с известните солунски квартали Франкомахала и Лададика. В миналото в квартала има плаж, подходящ за отдих, но след разширяването на пристанището обликът на квартала се променя с наличието на повече музеи, големи хотели и занаятчийници. Районът е наричан още Градината на принцовете, както се казва в миналото и спирката в квартала на Солунския трамвай.
Районът е превърнат в парк още в 1870 година от солунския валия Мехмед Сабри паша, тъй като е препдпочитано място за отдих със зелеленината си, чинарите и близостта си до морето.